# Crassinella pacifica
Crassinella pacifica är en musselart som först beskrevs av C. B. Adams 1852.  Crassinella pacifica ingår i släktet Crassinella och familjen Crassatellidae. Inga underarter finns listade i Catalogue of Life.